# Margaret Mee
Margaret Ursula Brown, más conocida como Margaret Mee, (Whitehill, Chesham, 22 de mayo de 1909-Seagrave, 30 de noviembre de 1988) fue una artista botánica británica que se especializó en plantas de la selva amazónica brasileña. En 1976 fue galardona con la Orden del Imperio Británico. Además, fue una de las primeras ambientalistas en denunciar el impacto de la minería a gran escala y la deforestación en el Amazonas.

## Trayectoria
Margaret Ursula Brown nació en Whitehill, Chesham en 1909. Asistió a la Escuela de Secundaria del Dr. Challoner, Amersham, y después a la Escuela de Arte, Ciencia y Comercio de Watford. Tras un breve período de docencia en Liverpool, decidió viajar al extranjero.
Mientras estaba en Berlín en 1933, Brown presenció la quema del Edificio del Reichstag y el posterior boicot judío, lo que reafirmó su pensamiento de izquierdas. Durante la Segunda Guerra Mundial trabajó en Hatfield como dibujante en la fábrica de aviones de Havilland.
Mee se casó con Reginald Bruce Bartlett en enero de 1936. Se convirtió en una activista sindical del Sindicato de Escritores de Letreros, Vidrios y Boletos y se unió al Partido Comunista, como su esposo. Mee se dirigió al Trades Union Congress en 1937, proponiendo el aumento de la edad de salida de la escuela y le ofrecieron un trabajo con Ernest Bevin que rechazó. El matrimonio con Bartlett no fue feliz y, tras una larga separación, terminaron divorciándose en 1943. Más tarde se casó con Greville Mee, quien también asistía a la Escuela de Arte Saint Martin, a fines de la década de 1940.
Después de la guerra, Mee estudió arte en la Escuela de Arte Saint Martin. En 1950 asistió a la Camberwell Collage of Arts, donde aprendió su estilo de ilustración, y recibió un diploma nacional en pintura y diseño en 1950. Se mudó a Brasil con Greville Mee en 1952 para enseñar arte en la escuela británica de São Paulo. Su primera expedición fue en 1956 a Belém, en la cuenca del Amazonas. En 1958 se convirtió en artista botánica para el Instituto de Botánica de São Paulo, explorando la selva tropical y más específicamente el estado de Amazonas a partir de 1964, pintando las plantas que vio, algunas inéditas para la ciencia, y coleccionando otras para ilustrarlas posteriormente. Creó 400 folios de ilustraciones de gouache, 40 cuadernos de bocetos y 15 diarios.
En 1964, Mee viajó a Washington D. C., EE. UU. y brevemente a Inglaterra en 1968 para la exhibición y publicación de su libro, Flores de los bosques brasileños. En 1967 dio una conferencia en Washington D. C., EE. UU. Regresó a Brasil y se unió a las protestas para denunciar internacionalmente la deforestación de la región amazónica.
En 1988, durante una expedición por la selva amazónica, Mee se convirtió en la primera persona en pintar la flor de la luna, Strophocactus wittii en su medio natural.
Mee murió tras un accidente automovilístico en Seagrave, Leicestershire, el 30 de noviembre de 1988. Tenía 79 años. En enero de 1989, se realizó un memorial sobre su vida, trabajos botánicos y campañas ambientales en el Real jardín botánico de Kew.

## Reconocimientos
En 1976 Mee recibió la Orden del Imperio Británico por sus servicios a la botánica brasileña y una beca de la Sociedad Linneana de Londres en 1986. También fue reconocida en Brasil con la ciudadanía honoraria de Río de Janeiro en 1975 y con la Orden de la Cruz del Sur en 1979. Tras de su muerte, se fundó en su honor la Margaret Mee Amazon Trust para promover la educación e investigación sobre la vida y la conservación de las plantas amazónicas, concediendo becas para estudiantes de botánica e ilustradores de plantas brasileños que deseen estudiar en el Reino Unido o realizar investigaciones de campo en Brasil.
En 1990 Mee fue reconocida por sus logros ambientales por el Programa de las Naciones Unidas para el Medio Ambiente (PNUMA), siendo agregado su nombre a la Lista de Honor Global 500.
Los Diarios de Margaret Mee, escritos entre 1956 y 1988, se publicaron póstumamente en 2004 e incluían un relato ilustrado de sus expediciones por la selva amazónica. La mayoría de sus ilustraciones forman parte de la colección del Real jardín botánico de Kew.
En julio de 2020, la Biblioteca de Investigación de Dumbarton Oaks, en Washington, mostró una exposición virtual de 20 de sus pinturas de exposiciones del Amazonas. Fueron adquiridos por Mildred Bliss en 1966 y 1967.

## Galería

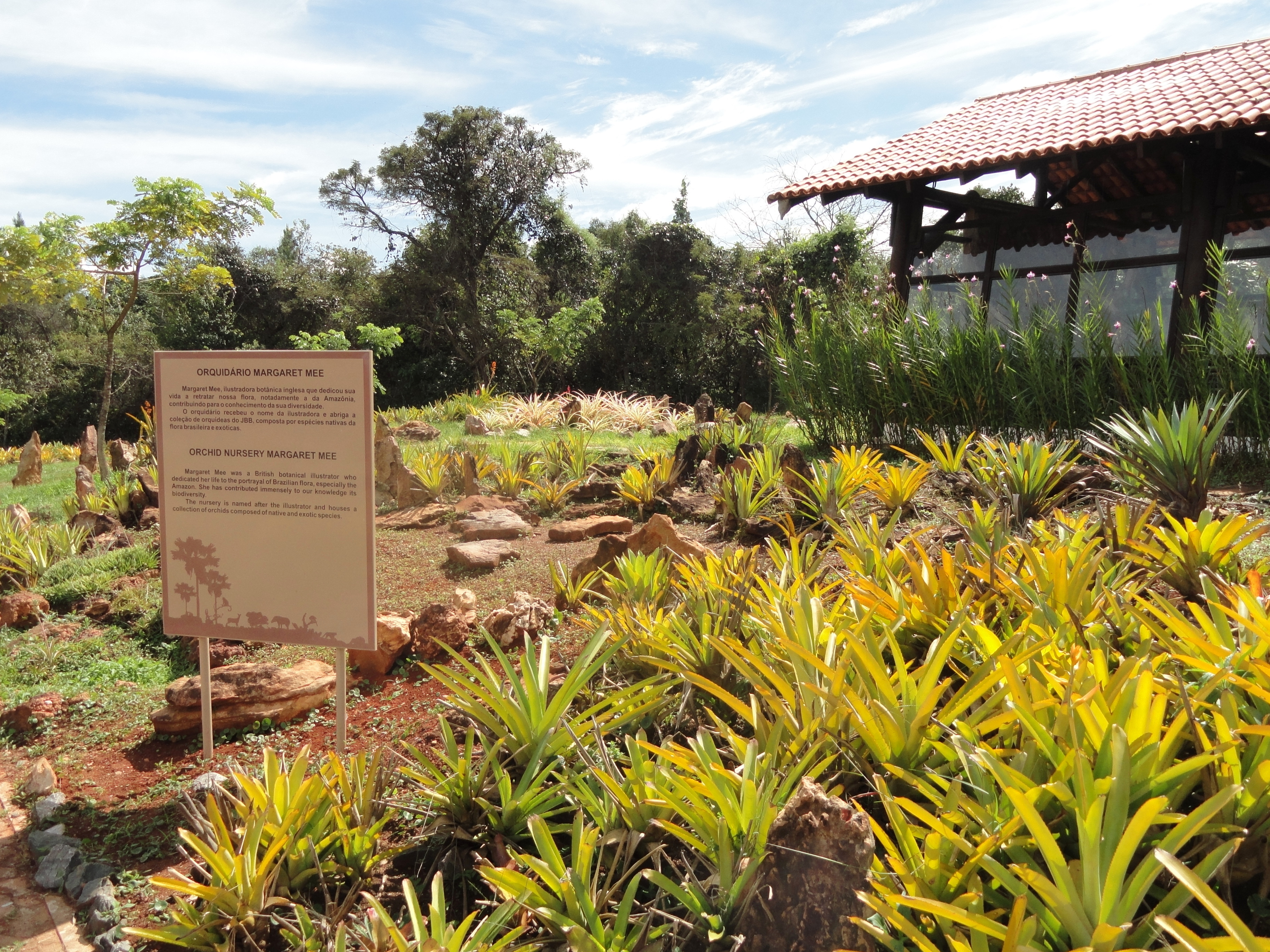
Vivero de orquídeas de Margaret Mee del Jardín Botánico de Brasilia
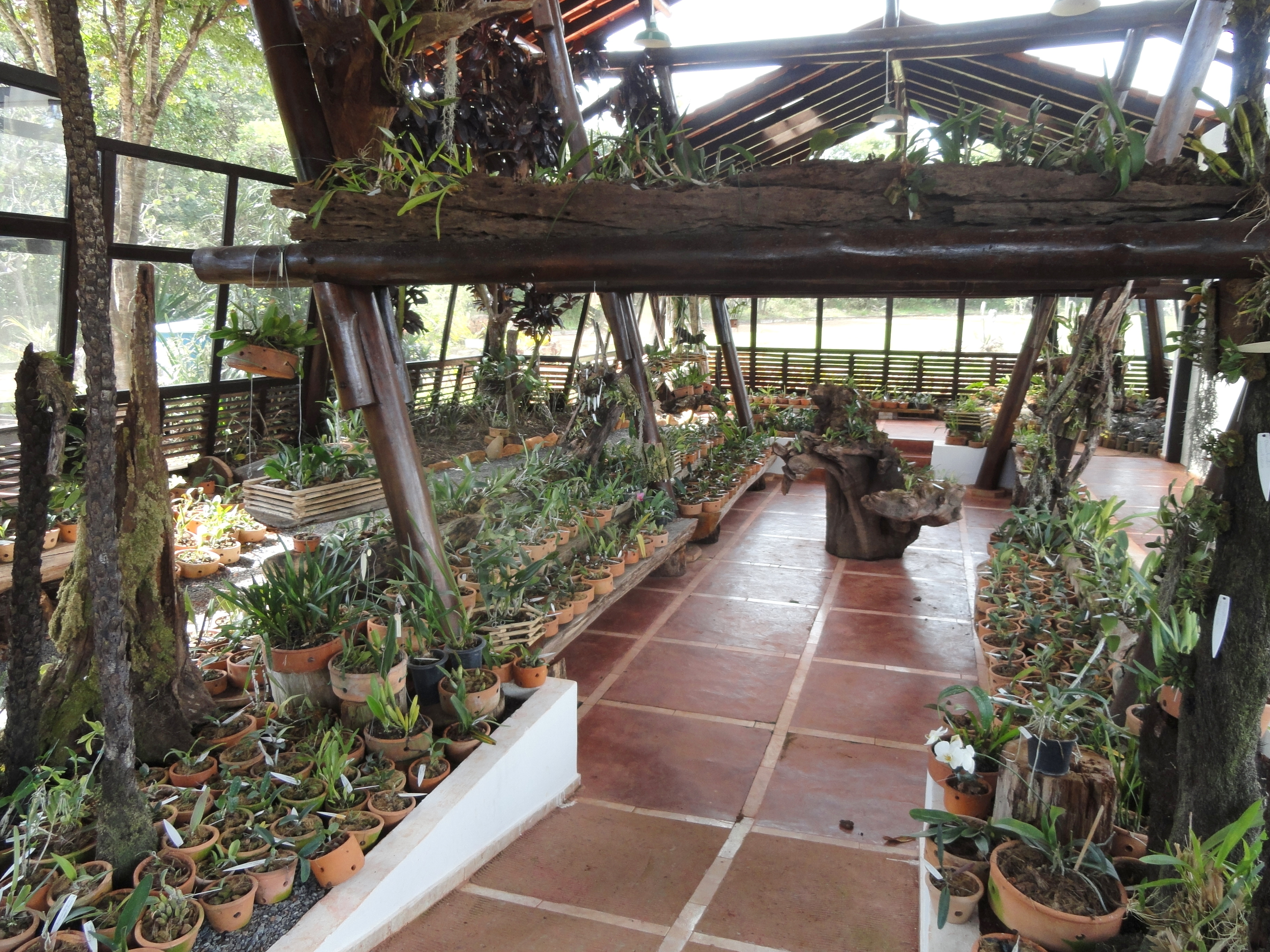
Vivero de orquídeas de Margaret Mee del Jardín Botánico de Brasilia
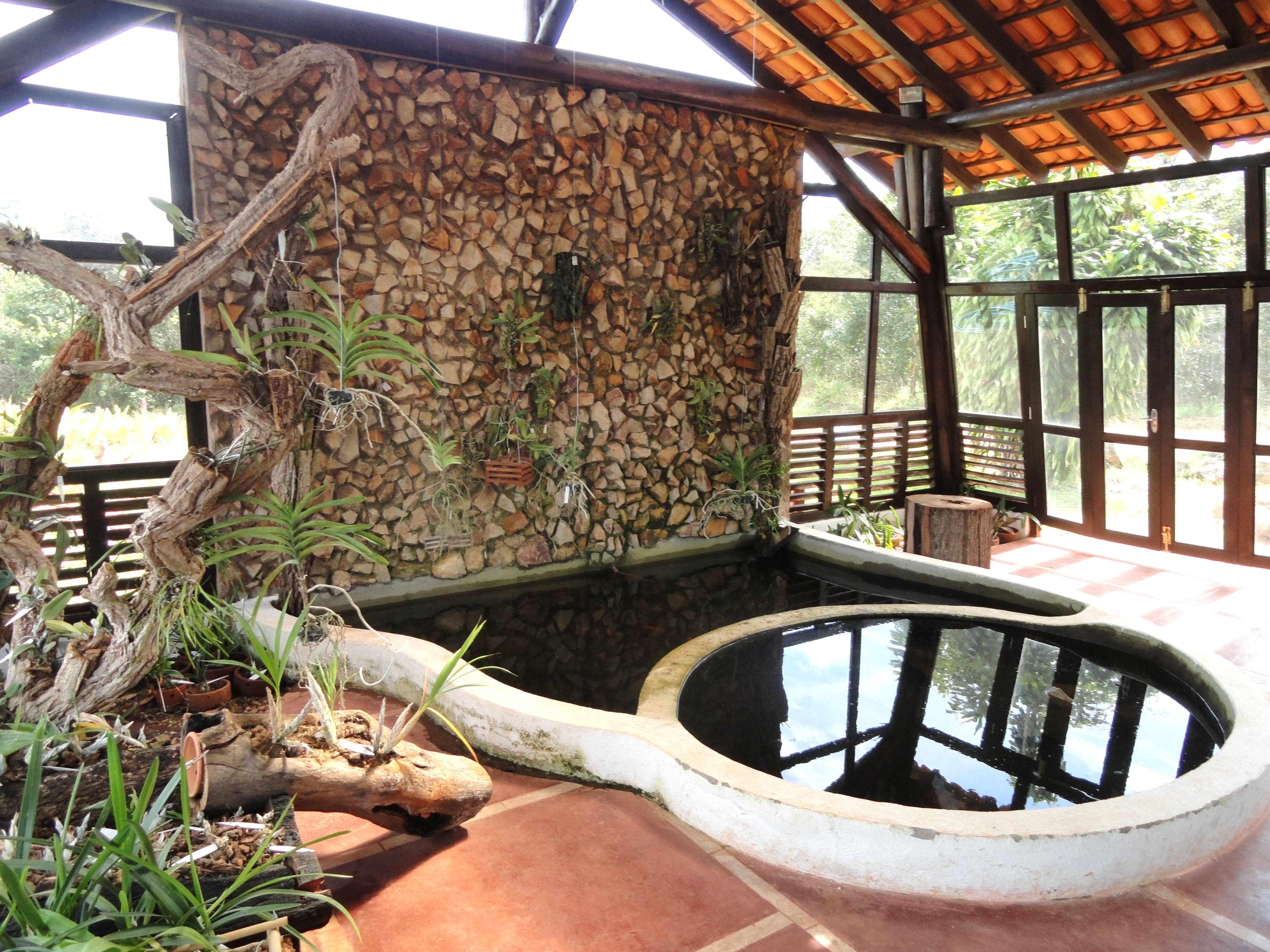
Vivero de orquídeas de Margaret Mee del Jardín Botánico de Brasilia
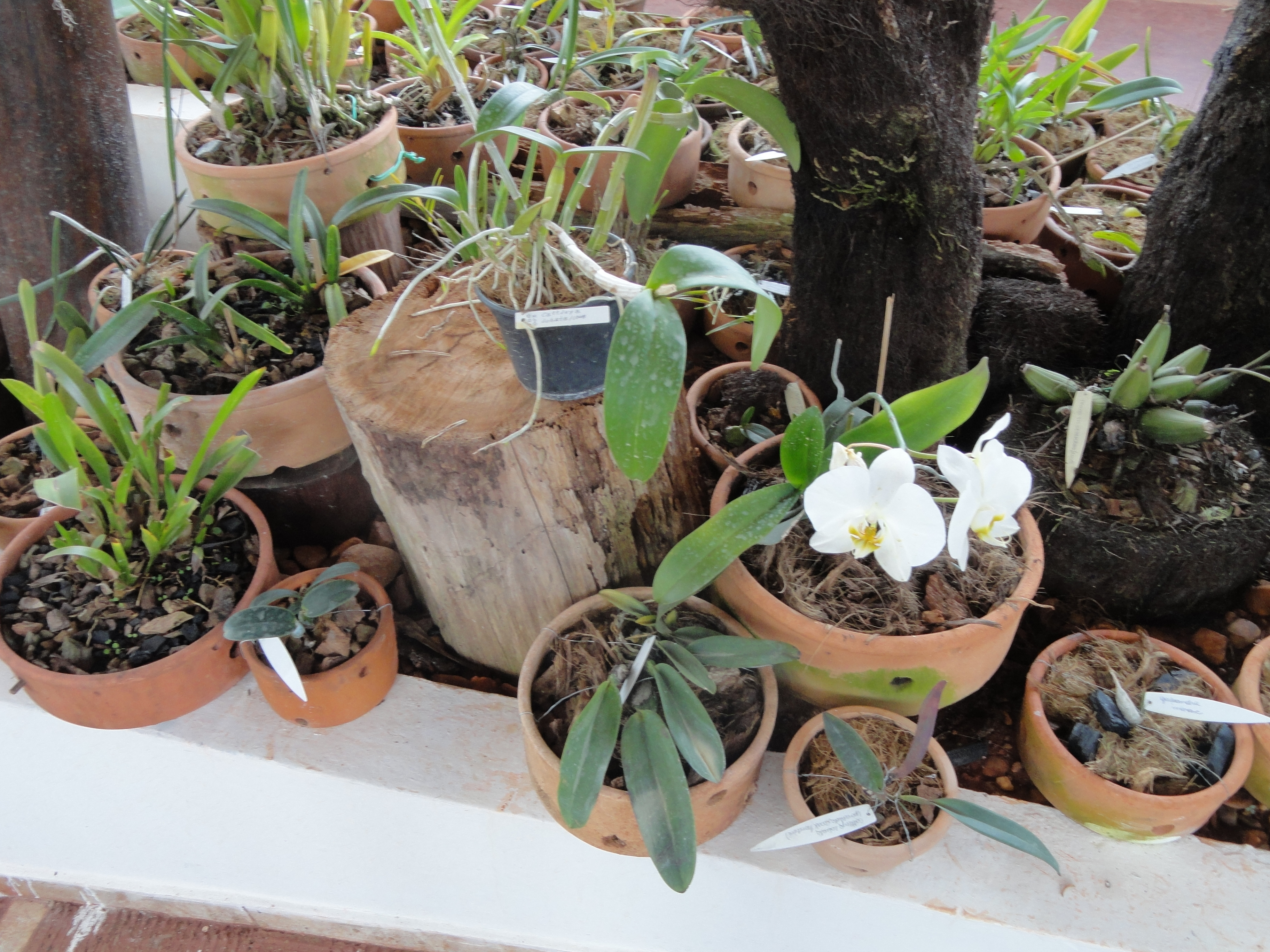
Orquídeas en el vivero de Margaret Mee del Jardín Botánico de Brasilia
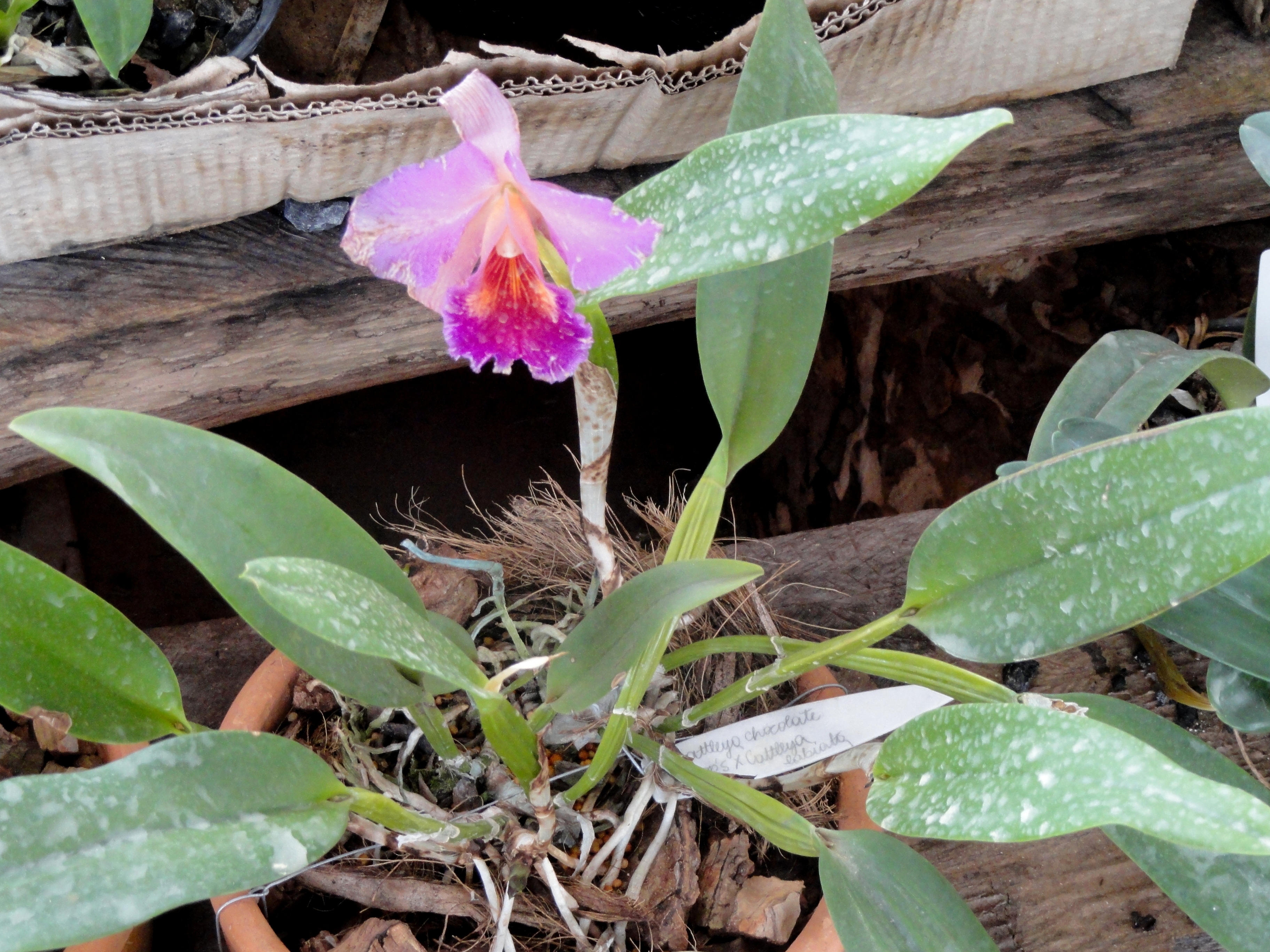
Cattleya chocolate en el vivero de orquídeas de Margaret Mee del Jardín Botánico de Brasilia
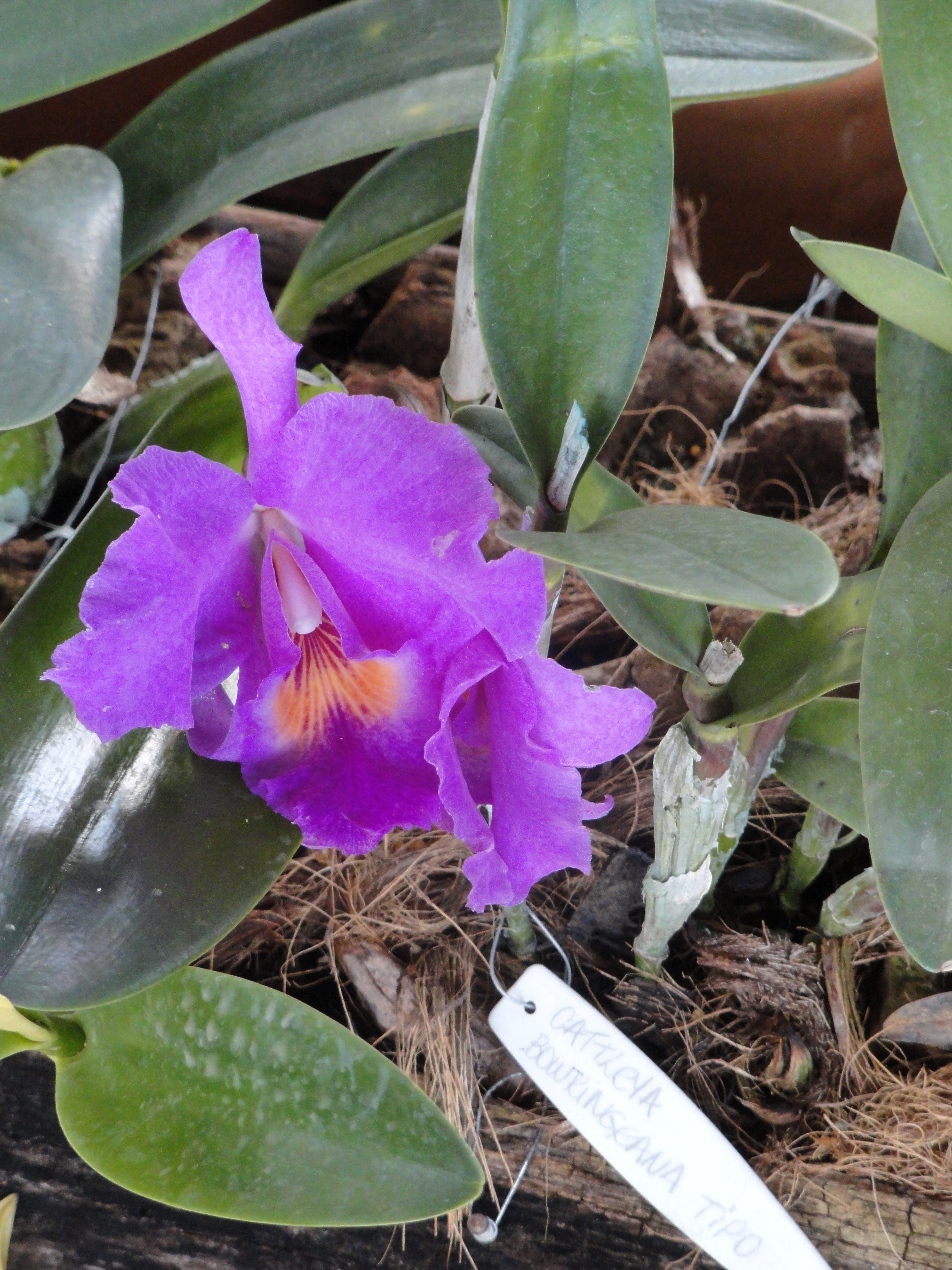
Cattleya bowringiana en el vivero de orquídeas de Margaret Mee del Jardín Botánico de Brasilia
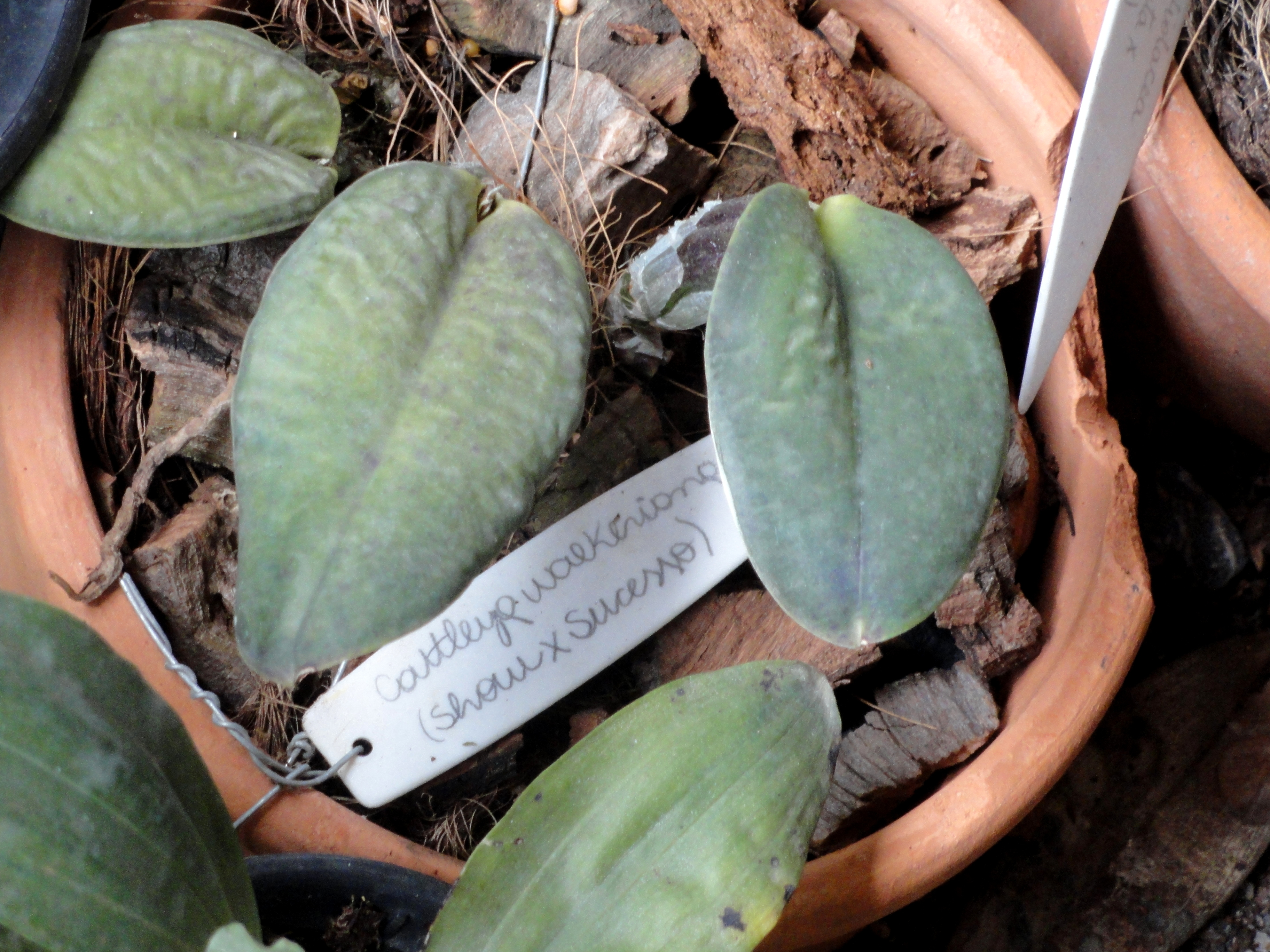
Cattleya walkeriana en el vivero de orquídeas de Margaret Mee del Jardín Botánico de Brasilia